# Dalauppropet
Dalauppropet var en facklig proteströrelse i Sverige bland framför allt medlemmar och lokalt fackligt aktiva inom Landsorganisationen (LO) som i huvudsak förekom från hösten 1985 till 1989, och som var som mest aktiv i början av 1986.
I mitten av 1980-talet förekom det missnöje med den socialdemokratiska regeringen, LO och fackförbundet Metall vid flera Metall-anslutna industrier i Dalarna. Missnöjet späddes på av att finansminister Kjell-Olof Feldt hade uppmanat LO-medlemmarna till återhållsamhet i avtalsrörelsen. I mitten av 1985 förekom vilda strejker vid Saab-Scania i Falun och Asea i Ludvika. Detta följdes av uppropslistor inom verkstadsklubbarna (de lokala fackföreningarna inom Metall), där undertecknarna krävde höjda löner och ökade ekonomiska satsningar på arbetslösa, barnfamiljer, ensamstående och lågavlönade, och att detta skulle ske på aktieägarnas bekostnad. Uppropslistorna spreds vid verkstadsklubbar på många orter, inte bara i Dalarna.
Efter att företrädare för verkstadsklubben på Saab-Scania i Falun, bland annat ordföranden Åke Wiklund, ställt sig bakom uppropet fick detta uppmärksamhet i riksmedier i januari 1986. Ursprunget i Dalarna gav uppropet dess mediala beteckning, som en humoristisk anspelning på Dalupproret 1743, och kom därefter att användas som namn av de protesterande själva.
Dalauppropet ledde till oro inom ledningen för såväl LO som Socialdemokraterna. Leif Blomberg, ordförande för Metall, försökte i januari 1986 lugna stämningen i Dalarna och gick ut med krav på ett förlängt förbud mot höjda aktieutdelningar och krav på höjd omsättningsskatt på aktier, den så kallade valpskatten. Socialdemokraternas partistyrelse lanserade i februari 1986 planer på en kampanj med lokala initiativ och lokal debatt inför partikongressen 1987 och valmanifestet inför riksdagsvalet 1988. Detta stoppade dock inte uppropen, och initiativtagarna hade planerat att överlämna uppropslistor med ungefär 70 000 namnunderskrifter till LO-ordföranden Stig Malm 5 mars 1986. Tre år senare hävdade företrädare att antalet namnunderskrifter varit 140 000.
Mordet på statsministern och den socialdemokratiske partiledaren Olof Palme 28 februari 1986 satte dock stopp för planerna på att lämna över listorna, och Dalauppropet fick betydligt mindre uppmärksamhet det kommande året.
Hösten 1987 återupptogs verksamheten i form av en facklig rikskonferens med krav inför 1988 års avtalsrörelse. I samband med detta fick Dalauppropet stöd av Vänsterpartiet kommunisterna (nuvarande Vänsterpartiet). Kraven omfattade bland annat 1000 kronor mer i månaden och sänkt arbetstid till sju timmars arbetsdag för de flesta, och sex timmar för skiftarbetare.
I januari 1989 samlades åter Dalauppropet i ett fackligt riksmöte, med krav inför 1989 års avtalsrörelse och kritik mot framför allt finansminister Kjell-Olof Feldt. Vid det laget hade Dalauppropet börjat betecknas "kommunistiska fackföreningsföreträdare" på borgerliga ledarsidor. Företrädare för Dalauppropet försvarade sig med att det fanns både kommunister och socialdemokrater i dess ledning.
21 januari 1990 bildades partiet Arbetarlistan vid ett möte i Uppsala av personer som varit aktiva inom Dalauppropet, bland andra Åke Wiklund.